# Якорная улица (Москва)
Я́корная у́лица — улица в районе Нагатинский Затон Южного административного округа города Москвы. Проходит от Нагатинской набережной до Судостроительной улицы.

## Транспорт

### Метро
- Станция метро  Коломенская
- Станция метро  Кленовый бульвар

### Наземный транспорт
Трамваи (остановка «Якорная улица»)
| 47: | Нагатино • Коломенская • Нагатинская • Верхние Котлы • Тульская • Шаболовская • Октябрьская |
| 49: | Нагатино • Коломенская • Нагатинская • Верхние Котлы • Даниловская мануфактура              |

«→» — остановки проходятся только при движении в прямом направлении; «←» — остановки проходятся только при движении в обратном направлении.
Автобус (на всём протяжении)
| м19: | Якорная улица • Коломенская • Нахимовский проспект • Профсоюзная • Университет • Ломоносовский проспект |

«→» — остановки проходятся только при движении в прямом направлении; «←» — остановки проходятся только при движении в обратном направлении.

## Здания и сооружения
- № 3 -
- 5 корп. 1
- 5 корп. 2 — Библиотека семейного чтения № 156
- 7
- 7а
- 9
- 11
- 13
- 2
- 4
- 6
- 6 корп. 1 — Колледж декоративно-прикладного искусства № 36 имени Карла Фаберже
- 8 корп. 1
- 8 корп. 2
- 10 корп. 1
- 10 корп. 2
- 12